# 中野正昭
中野 正昭（なかの まさあき、1971年 - ）は、日本の演劇・芸能研究家。
福岡県生まれ。明治大学大学院文学研究科演劇学専攻博士後期課程単位取得退学（曽田秀彦に師事）。博士（文学）。専門は、日本近現代演劇・演劇世相史・大衆文化論。
早稲田大学坪内博士記念演劇博物館・助手を経て同博物館・招聘研究員。明治大学、神田外語大学、埼玉学園大学、立教大学、早稲田大学他の非常勤講師を経て淑徳大学人文学部表現学科教授。
2023年3月、『ローシー・オペラと浅草オペラ　大正期翻訳オペラの興行・上演・演劇性』で令和4年度（第73回）芸術選奨文部科学大臣賞（評論等部門）受賞。5月、同書にて第1回音楽本大賞個人賞受賞。

## 著書

### 単著
- 『ムーラン・ルージュ新宿座　軽演劇の昭和小史』森話社、2011年9月
- 『ローシー・オペラと浅草オペラ　大正期翻訳オペラの興行・上演・演劇性』森話社、2022年6月

### 編著
- 『ステージ・ショウの時代』中野正昭編　森話社　2015年11月
- 『浅草オペラ　舞台芸術と娯楽の近代』杉山千鶴、中野正昭編　森話社　2017年2月

### 共著
- 『20世紀の戯曲Ⅱ　現代戯曲の展開』日本近代演劇史研究会　社会評論社   2002年7月
- 『20世紀の戯曲Ⅲ　現代戯曲の変貌』日本近代演劇史研究会　社会評論社   2005年6月
- 『岸田國士の世界』日本近代演劇史研究会　翰林書房   2010年3月
- 『板垣鷹穂　クラシックとモダン』五十殿利治編 森話社   2010年11月
- 『村山知義　劇的尖端』岩本憲児編 森話社   2012年6月
- 『井上ひさしの演劇』日本近代演劇史研究会　翰林書房   2012年12月
- 『日本表象の地政学―海洋・原爆・冷戦・ポップカルチャー―』遠藤不比人編  彩流社  2014年3月
- 『歌舞伎と宝塚歌劇―相反する、密なる百年』吉田弥生編 開成出版   2014年3月
- 『商業演劇の光芒』神山彰編 森話社   2014年12月
- 『古川ロッパ 食べた、書いた、笑わせた！ 昭和を日記にした喜劇王』河出書房新社　2015年2月
- A History of Japanese Theatre , Jonah Salz編, Cambridge University Press 2016年8月
- 『日本戯曲大事典』白水社　2016年９月
- 『キーワードで読む オペラ／音楽劇 研究ハンドブック』丸本隆ほか編　アルテスパブリッシング 2017年3月
- 『戦後ミュージカルの展開』日比野啓編　森話社　2017年12月
- 『つかこうへいの世界 消された〈知〉』日本近代演劇史研究会編　社会評論社　2019年2月
- 『演劇と音楽』西洋比較演劇研究会編　森話社　2020年6月
- 『演劇とメディアの20世紀』神山彰編　森話社　2020年７月

## 受賞
- 令和4年度（第73回）芸術選奨文部科学大臣賞（評論等部門）、2023年3月（『ローシー・オペラと浅草オペラ　大正期翻訳オペラの興行・上演・演劇性』の成果に対して）
- 第1回音楽本大賞個人賞、2023年５月（『ローシー・オペラと浅草オペラ　大正期翻訳オペラの興行・上演・演劇性』の成果に対して）